# Rucksmühle
Rucksmühle ist ein Gemeindeteil der Gemeinde Weißenbrunn im Landkreis Kronach (Oberfranken, Bayern).

## Geografie
Die Einöde liegt am Leßbach, einem linken Zufluss der Rodach, in unmittelbarer Nachbarschaft zu Rucksgaße im Norden. Im Westen wie im Osten schließen sich bewaldete Anhöhen an. Im Westen wird diese Geiersberg (485 m ü. NHN) genannt. Die Bundesstraße 85 führt über Schleyreuth nach Weißenbrunn (2 km nordwestlich) bzw. nach Kirchleus (2,8 km südlich).

## Geschichte
Gegen Ende des 18. Jahrhunderts gab es in Rucksmühle mit Rucksgaße zwei Anwesen. Das Hochgericht übte das Rittergut Weißenbrunn aus. Es hatte ggf. an das bambergische Centamt Kronach auszuliefern. Die Grundherrschaft über die Sölde und die Mahlmühle hatte das Rittergut Weißenbrunn.
Mit dem Gemeindeedikt wurde Rucksmühle dem 1808 gebildeten Steuerdistrikt Weißenbrunn und der 1818 gebildeten Ruralgemeinde Weißenbrunn zugewiesen.

### Baudenkmäler
- Haus Nr. 1: Mühle
- Grenzstein

### Einwohnerentwicklung
| Jahr      | 001818 | 001861 | 001871 | 001885 | 001900 | 001925 | 001950 | 001961 | 001970 | 001987 |
| Einwohner |        | 8      | *      | *      | 10     | 7      | 12     | 8      | 6      | 5      |
| Häuser    | 1      |        |        | *      | 1      | 1      | 1      | 1      |        | 1      |
| Quelle    | [ 5 ]  | [ 7 ]  | [ 8 ]  | [ 9 ]  | [ 10 ] | [ 11 ] | [ 12 ] | [ 13 ] | [ 14 ] | [ 1 ]  |

## Religion
Der Ort ist seit der Reformation evangelisch-lutherisch geprägt und nach St. Maria Magdalena (Kirchleus) gepfarrt.